# Callogorgia elegans
Callogorgia elegans är en korallart som först beskrevs av Gray 1870.  Callogorgia elegans ingår i släktet Callogorgia och familjen Primnoidae. Inga underarter finns listade i Catalogue of Life.